# Hesperoedura reticulata
Hesperoedura reticulata är en ödleart som beskrevs av  Bustard 1969. Hesperoedura reticulata ingår i släktet Hesperoedura och familjen geckoödlor. Inga underarter finns listade i Catalogue of Life.